# Fiordo Ammassalik
El fiordo Ammassalik (ortografía antigua: fiordo de Angmagssalik) es un 41 km (25,5 mi) de largo fiordo en el municipio de Sermersooq, en el sureste de Groenlandia.

## Geografía
El fiordo está unido a otros cuerpos de agua de la región mediante estrechos canales: el estrecho de Ikaasartivaq, que separa la isla Ammassalik del continente, conecta el fiordo con el fiordo Sermilik, más ancho, en el oeste, mientras que el estrecho de Torsuut Tunoq y el estrecho de Ikaasaartik conectan el fiordo con el Atlántico Norte abierto.

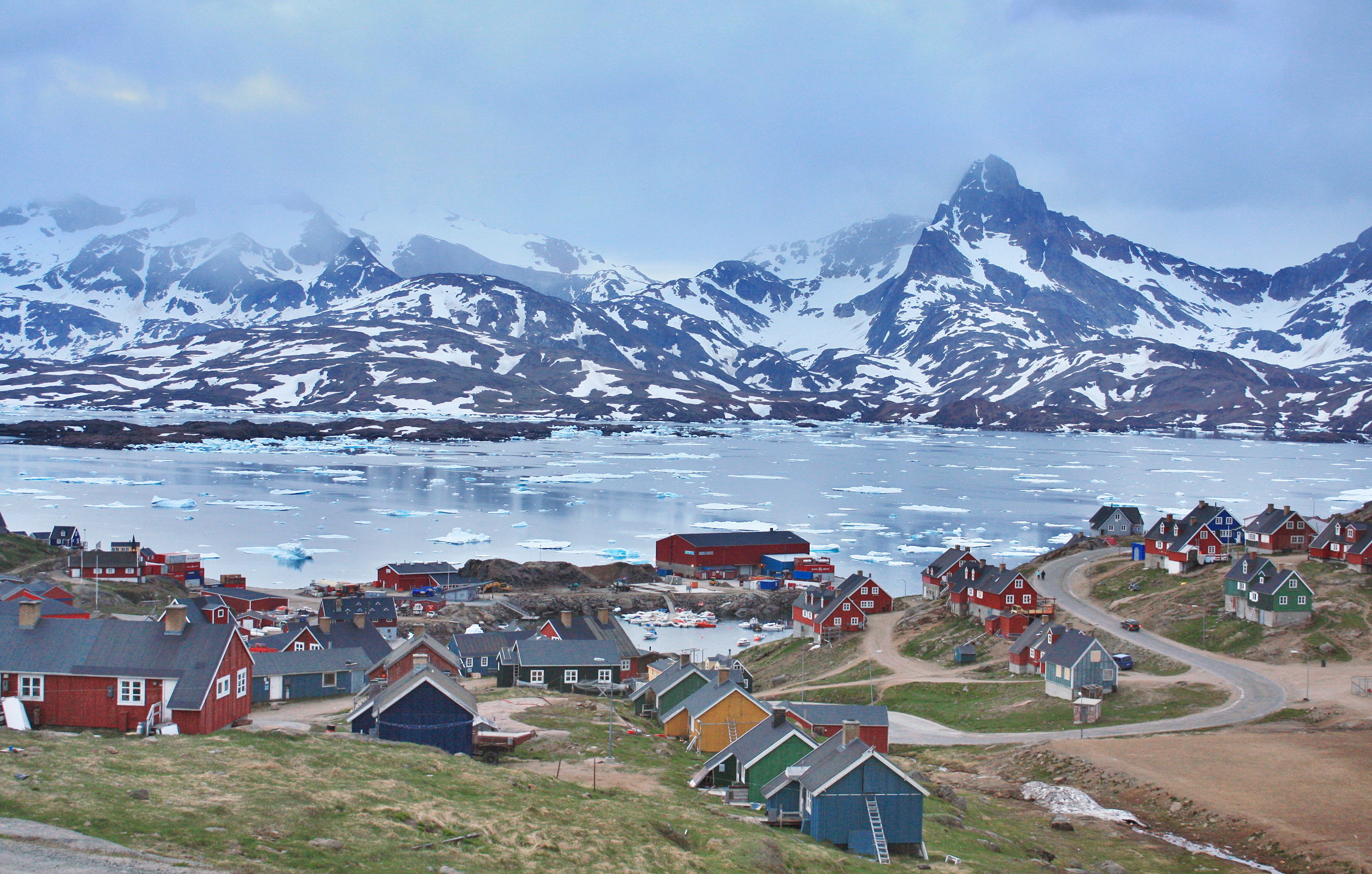
El fiordo de Tasiilaq se abre a la bahía en el Atlántico Norte al sur de la amplia desembocadura del fiordo de Ammassalik.

## Asentamientos

### Historia
Gustav Holm escribe que en el invierno de 1884-5, había 225 inuit viviendo en el fiordo en siete aldeas:
- Tasiusarsik kangigdlek (35), cerca de la desembocadura occidental del fiordo
- Kangarsik (34) y Norsit (25), en la isla Kulusuk
- Umivik (19) y Kumarmiut (28), en la isla Apusiaajik
- Ingmikertok (37), en una pequeña isla cerca de Kumarmiut
- Norajik (47), en la isla al final de la parte más ancha y exterior del fiordo.

### En la actualidad
En los alrededores del fiordo hay tres asentamientos. El único pueblo en el continente es Kuummiit, ubicado en la costa oriental del fiordo central, encaramado en la punta de una península parcialmente glaciar. El principal asentamiento del archipiélago de Ammassalik es la ciudad de Tasiilaq, situada en la isla de Ammassalik, cerca de la desembocadura del afluente del fiordo Tasiilaq, justo al sur de la desembocadura del fiordo Ammassalik. Más al sureste, el pueblo de Kulusuk ocupa la costa norte de la isla de Kulusuk.